# ブラックビスケッツ
ブラックビスケッツ（BLACK BISCUITS）は、日本テレビ系のバラエティー番組『ウッチャンナンチャンのウリナリ!!』（1996年4月 - 2002年3月）から誕生した音楽ユニット。
通称はブラビ。中国語繁体字表記は、黑色餅乾。簡体字表記では、黑色饼干。
ウッチャンナンチャンの南原清隆（南々見狂也）、ビビアン・スー（ビビアン）、キャイ〜ンの天野ひろゆき（天山ひろゆき）の3人で結成された。のちにケディ・ティン（ケディ）が加わり4人組となる。
1997年から1999年まで活動、同年より活動休止中。
以降は2022年12月3日、同局のベストアーティスト2022にて復活。2023年12月31日、『第74回NHK紅白歌合戦』の特別企画に選出されたため復活している。
主な発表曲として、100万枚以上の売上を記録した『Timing』がある。同番組から誕生したユニットの中で最大の売り上げとなっている。
同番組のポケットビスケッツと共に、番組が生んだ2大ユニット、2大スターなどと呼ばれた。
1999年の活動休止後には、南々見組、ブランニュービスケッツなどの派生ユニットが結成されたが、同ユニットのようなヒットには恵まれなかった。

## 沿革

### デビューまでの経緯
1997年1月10日に初登場。当初はポケットビスケッツを潰すために結成された、南々見、天山、ビビアンの悪者3人グループであり、ポケビの曲が流れると耳を塞いでわめいたり、対決で勝利することでエンディングで流れるポケビの曲の時間を削り、その時間をブラビが歌う演歌のカラオケ等で埋めるなど意地悪を行っていた。
一時はメンバーの引き抜きを賭けたミニ四駆対決に勝利して、テルとウドの引き抜きに成功、ポケビを消滅寸前に追い込んだが、最終決戦となった綱渡り対決で自らサーカス団に頼み込んで練習を重ねた千秋のポケビ存続の執念の前に破れ去り、ポケビ消滅計画は崩れ去った。一連のブラビのヒール的な言動は台本によるものだが、真に受けた視聴者からブラビへの批判や苦情が殺到、番組内で紹介された。
その後、ポケビグッズ（ピンバッジ）に対抗して作ったブラビグッズ（木彫りブラビ像で価格は1体5万円）が（わざと）高価だったこともありほとんど売れず、それを何とかして販売する企画を開始すると共に徐々に悪役からシフトチェンジ。1997年10月17日の放送では、地味さや悪役を強調した黒系の衣装を（台湾デビューに合わせて、ビビアンの衣装が現地の人に不快感を与えないように）、2代目の赤を基調にした衣装に変更、イメージチェンジを行った。以降、衣装は明るいものになっている。
楽器のポケビに対して、ダンスユニットとしてのブラビをアピールしていた。途中、「貧乏脱出」や「ミュージック・ビデオの制作費の捻出」を理由に、南々見の作ったおかしな人形（ブラビ像）の販売に振り回された。「私、歌売れなかったら台湾人気無い、日本女優は言葉出来ない。行くとこない！」というビビアンの活躍もあり、人気に繋がっていった。
デビュー前、木彫りブラビ像の販売で台湾を訪問した際に食べた『豚油飯』（白飯にラードと醤油をかけたもの）の美味しさに感動した南々見は、それを『ブラビ飯（はん）』として日本で売り出すことを決意。取り扱ってくれる飲食店を番組で募集したほか、レトルト食品も発売された。2022年12月21日の日本テレビ「ヒルナンデス」では、現在もブラビ飯を取り扱っている店が紹介された。

### 台湾、日本でデビュー
1997年、木彫りブラビ像の販売で訪れた台湾でビビアンのファンの熱量を目の当たりにした南々見は、台湾でのデビューを約束する。
ビビアン単身で行われた台湾のレコード会社への売り込みの中でソロデビューを進言されるが、ビビアンは3人でのデビューを固持した。そんな中、天山に整形を進言したBMG台湾からのデビューが決まる。
台湾デビューに伴いライブを行うことが決まるが、天山は「天才てれびくん」の収録のため、南々見はライブ後に日本で収録があるため、台湾で3人が揃うのは1時間だけだと判明。その上、天山が滞在していた福岡県に台風が接近するなど3人揃ってのライブ開催が危ぶまれた。一度はビビアンと南々見のみでライブが開始されるが、そこに天山が到着。3人でライブを行うことができた。
10月、『闘志』で台湾デビュー。IFPIのチャートで初登場2位を、TOWER RECORDS台湾のチャートで初登場1位を獲得した。
日本デビューにおいて、立ちはだかったポケットビスケッツが3つの試練を与える。2つ以上試練をクリアできれば日本デビュー、できなかったら即解散というもの。第1の試練は「ことわざクイズ」、ことわざの穴埋めクイズでビビアンが解答者、残りの2人はジェスチャーでヒントを与える。1分間で5問正解でクリアのところを3問正解にとどまり挑戦失敗。第2の試練は「1000m持久走（スタミナ）」、3人が1000mずつを走り合計タイムが当時の中学生平均レベルの13分以内で走るというもの。これを何とかクリア。第3の試練は「リベンジきき酒対決」、制限時間1時間で15種類の酒を連続で当てる。間違えたらシャッフルして始めからやり直し。これを残り7秒でクリアし日本デビューを決めた。
日本デビュー前にはBIG EGG CITY（現 東京ドームシティ）の青いビル（現 後楽園ホールビル）で「ブラビ展」を開催。デビューまでの活動、それまでに販売されたブラビ像などが展示された。また『STAMINA』のミュージック・ビデオの撮影に使用されたクレイ人形が入札形式のオークションで販売されたが、そこにプライベートで訪れたとされる千秋が天山の人形に105円で入札している。
下記のグループ消滅を回避するため、精力的にセールス活動を行った。日本テレビ深夜に放送されていた「Music Park」で歌番組に初出演。放送日が後日のため、存続した場合と消滅した場合の2パターンのコメントを収録した。また、当時キャイ～ンが司会を務めていた「天才てれびくん」の生放送にも出演した。
12月3日、『STAMINA』で日本デビュー。オリコン初登場25位以内に入らなければ即消滅いう条件が設けられていたが、これを初登場2位でクリアした。
日本デビューの後、ブラビは「台湾での人気から大々的にライブを行いたい」という名目で台湾行きの航空機チケットを受け取り、台北の「KISS LA BOCCA」にてライブを行った。その際に尾行していたポケビが前座として同じステージに立っている。
ブラビの目標は「アジア進出」。NHKのアジア歌謡祭に出場したりと、積極的にアジアに向けて活動を行った。
このブラビの活動により、ビビアンの母国である台湾でも「ウリナリ!!」の全編が放送されたため、台湾では全くと言っていいほど活動を行っていないポケビのファンになった台湾の視聴者も多く、放送局にポケビ宛のファンレターも届いた。このことを知った南々見と天山は「あいつら台湾に来て大人気になったらどうするんだ！」と焦っていた。

### 200万枚のミリオンセールス
この時期、ライバルのポケビとの対決は番組の目玉となり視聴率で裏番組を上回ることもあった。
1998年1月（収録は前年12月）、武道館ライブを賭けたポケビとの「ガソリンすごろく対決」に敗れるが、ポケビの計らいによりライブ終盤に登場し『STAMINA』を歌唱した。
3月には新曲の発売を賭けたポケビとの「ガソリンすごろく対決」に勝利し、4月22日に『Timing』を発売。同番組発のユニットが発売したCDとして最大のセールスを記録した。オリコン及び『CDTV』で初登場2位となり、結果的に約200万枚を出荷、約148万枚を売り上げミリオンヒットとなった。この年のCDTV年間チャートでは3位にランクインしている。
『Timing』の売れ行きが悪かったら、メンバーをビビアンからスージー・カンに、天山を当時アニマル梯団のコアラに、南々見をよゐこの濱口優に変更するという条件があったが、大ヒットによりメンバーの変更は免れた。
発売2週間前である、4月6日にはフジテレビ系『HEY!HEY!HEY! MUSIC CHAMP』のスペシャル番組『HEY! HEY! HEY! MUSIC AWARDS II』に出演し、『Timing』と『STAMINA』をメドレー形式で披露した。この様子は新曲の発売を賭けた対決に負けたポケビが熱海の旅館で視聴している。
10月21日には第3弾シングル『Relax』をリリース。メインボーカルが南々見と天山になったのは、「台湾での売り上げがいいのはビビアンのおかげというのは感じている。アジア進出の為には、ビビアンの人気にいつまでもおんぶするわけにはいかない」という南々見の考えからである。
1998年の大晦日には第49回NHK紅白歌合戦に「ポケットビスケッツ&ブラックビスケッツ スペシャルバンド」として初出場。歌唱曲『POWER & Timing 大晦日MIX』の中で『Timing』を披露した。

### メンバー加入＆脱退、活動休止
1999年4月までは前述の3人で活動していたが、5月には更なる飛躍を目指しケディが加入し4人組ユニットとなった。日本全国を飛び回り、CD発売の告知・宣伝を行い、売り上げの向上に奔走した。同年にはブラビ初の単独ライブを果たしている。
しかし、ウリナリ審査委員会が新メンバーの加入を了承していないとケディの加入に対して3つの条件を出した。
1つ目は人形（正式名称は信楽焼ケディ像で値段は5万円）をケディ自ら手売りすること。2つ目は利き寿司をメンバー4人でクリアすること。3つ目は第4弾シングルの『Bye-Bye』が番組で指定された枚数の売上（発売2か月で売上73万枚。これはオリコン調べによるデビューシングル『STAMINA』の売上枚数に相当）を達成すること。
3つの条件を全てクリアできなければ新メンバー・ケディの加入を認めず、責任を取ってリーダーの南々見も脱退という条件が出されたが、3つ目の条件「第4弾シングル『Bye-Bye』の売上」に苦しめられることになる。
番組内でオリコン初登場4位であること、発売後1週間の売上が9万6130枚と、これまでにブラビが発売したシングルで最も低調な売上枚数であることが明らかになった。
背景として『STAMINA』発売時より音楽業界におけるCDの売り上げが3分の2以下に落ちていたこと、また同日に発売したアルバムに収録されていたことも響いた。もっとも番組発のユニットが「オリコン最高位4位」を記録、結果的に40万枚超を売り上げるというのは当時としても好セールスの部類である。
ハードルの高さから脱退は確実と懸念する声も多く、タイムリミット直前まで『TVおじゃマンボウ』の出演や、全国のCDショップを行脚するなどアピール活動を展開。最終日には初めての単独ライブをよみうりランド（当時のオープンシアターEAST）で行うなどアピール活動を続けたが、その後、ウリナリ審査委員会の河村亮から発売2ヶ月での売り上げが41.8万枚だったことが告げられ、南々見とケディの脱退が決定。ブラビとしては活動休止状態となった。
その後、南々見とケディは南々見組を立ち上げ、天山が合流。ビビアンはセミリタイア宣言もあり、番組を離れた。

### 復活、その後
2002年3月、最終回のウリナリ祭りで特別復活を果たした。ポケビ退場後、南々見が「アイツら（ポケビ）が復活するなら、俺達も復活するぞ!」と言う台詞で登場。「みんな悪い子にしてたかぁ?」と南々見が叫び、ブラビが悪い子であることをアピール、ブラビ魂の健在を示した。『STAMINA』の途中で歌詞の一部分をビビアンが間違えるというハプニングもあったが、ライブは無事にできた。なおその時、ビビアンの歌詞間違いに気づいていたのは南々見1人だけだった。
2022年11月29日、南々見こと南原清隆が総合MCを務める『ヒルナンデス!』にて、12月3日放送の『日テレ系音楽の祭典 ベストアーティスト2022』にて20年ぶりに復活し、ケディを除いた初期メンバー3人で『Timing』を披露することが発表され、当日に『STAMINA』も含めたメドレーで披露。ビビアンとは十数年連絡を取っておらず誰も連絡先がわからなかったため、Instagramでダイレクトメッセージを送ったところ、来れると連絡が来たことを南原はヒルナンデスでの発表時に明かしていた。また、『ベストアーティスト』の放送当日よりシングル4種、アルバム1種を配信リリースすることも合わせて発表された。
2023年12月3日にはビビアンことビビアン・スーの公式Instagramで、南々見（南原清隆）、天山（天野ひろゆき）と共にライブ配信をおこなった。
2023年12月16日、大晦日に放送される第74回NHK紅白歌合戦に「ポケットビスケッツ&ブラックビスケッツ」として出場することが発表された。紅白歌合戦への出場は25年ぶり。同月21日には歌唱曲が「YELLOW YELLOW HAPPY～Timing」と発表された
。
2023年12月31日、第74回NHK紅白歌合戦の『テレビ放送70年 特別企画「テレビが届けた名曲たち」』に出場。ポケビが「YELLOW YELLOW HAPPY」を披露した後、南々見の「みんな、悪い子にしてたかー？」というかけ声と、天山の高笑いの後、客席中央に設けられたステージのセリから飛び出す形でブラビの3人が登場。「Timing」の前半を披露、南々見のサックス、テル（内村光良）のキーボード演奏を挟んで、「Timing」の後半はポケビとブラビ6人での歌唱とダンスを披露した。テレビ番組での2組の共演は21年ぶり。
ビビアンの多忙から、メンバー揃ってのリハーサルは収録当日のみだったという。
2023年12月時点でのオリコンランキングにおけるシングルCDの総売上枚数は302.2万枚で、テレビ番組発の芸人音楽ユニットとしては歴代3位である。
南々見を演じる南原を含んだ「ヒルナンデス!バンド」が、2023年9月23日には「Augusta Camp 2023 ～SUKIMASWITCH 20th Anniversary～ powered by 360 Reality Audio」にて、2024年7月22日には「バズリズムLIVE」のオープニングアクトとして、ブラックビスケッツのTimingを披露している。

## メンバー

### 前期メンバー
1997年1月10日 - 1999年7月30日、2002年3月12日、2022年12月3日、2023年12月31日
- 南々見狂也（ななみ きょうや）

McKeeをプロデュースした南々見一也の兄という設定。プロレス好きから蝶野正洋を意識したヒゲとイメージカラー黒を特徴とし「エー、コラァ!!」などの決め台詞を上げていた。出身地はブラジル・サンパウロ。
2002年以降の復活では、眉毛ともみあげ以外のメイク（額の赤い印と無精ヒゲ）がなくなっている。
- 天山ひろゆき（あまざん - ）

プロレスラーの天山広吉（）がモデル。ツノ付きの帽子がトレードマーク。酒が苦手。
ウリナリ終了後、メンズ・キャイ〜ンのプロレス企画にも登場し、そこで本物の天山と共演している。
- ビビアン

台湾出身の女優・歌手。酒は飲めるが、あまり強くない。
木彫りブラビ像の販売で台湾を訪れた際には、メンバーと共に生家を訪れている。

### 途中参加
1999年5月21日 - 1999年7月30日（実質は1999年10月22日）、2002年3月12日
- ケディ

加入時16歳。 南々見達の妹分として、メンバーに加わった。中国の食文化から生ものが苦手。一度だけポケビと対面したことがあり、信楽焼ケディ像の購入を打診したが断られている。
ブラビの活動休止後は日本で芸能活動をするも帰国し就職。一時期、日本でタレントとして再活動をするが一身上の都合で帰国。現在は地元でタレント活動を続けるなか、実業家の男性と結婚した。

## ディスコグラフィー

### シングル
1. STAMINA（1997年12月3日）（作曲：林田健司・編曲：大坪直樹）
オリコン最高位2位。[注釈 5]。
台湾版 闘志（中文訳：黄大軍（中国語版）・辰博）
2. Timing（1998年4月22日）（作曲：中西圭三・小西貴雄 編曲：小西貴雄）
オリコン最高位2位。
台湾版 時機（中文訳：VIVIAN HSU & TEAM）
3. Relax（1998年10月21日 ※メインボーカルは南々見&天山）（作曲・編曲：小森田実）
オリコン最高位3位。
台湾版 輕鬆（中文訳：VIVIAN HSU & 黄大軍 & 謝銘祐（英語版、中国語版））
4. Bye-Bye（1999年5月26日）（作曲：川上明彦・編曲：大坪直樹）
オリコン最高位4位。
台湾版 再見（中文訳：黄大軍 & 謝銘祐）

全曲、作詞は森浩美&ブラックビスケッツ（STAMINAのみ「ビビアン・スー&ブラックビスケッツ&森浩美」名義）
台湾版の『STAMINA』は日本より先行発売であり、他のシングルと異なりジャケットも違う物が使われている。コスチュームイメージ、ブラビの当時の悪役としてのイメージを色濃く反映させた黒と赤の強調されたデザインであり、反対に国内版はカラフルなデザインのジャケットであった。

### アルバム
1. LIFE（1999年5月26日）

### ビデオ
1. 『ブラビデオ』（1998年10月21日）
「STAMINA」「Timing」「Relax」のプロモーションビデオ・完全振り付け・未公開映像の詰まったブラビファンのためのビデオ。「Relax」と同時発売。
2. 『運命のファイナルステージ ウリナリ祭り完全版』（2002年5月22日）販売元：バップ
2002年3月11日、東京国際フォーラムにて行われた復活ライブの模様を収録。DVDも同時発売。

以上全てBMG JAPAN（現：ソニー・ミュージックレーベルズ）より発売

### Book
1. 『ブラックビスケッツ写真集 日テレムック』 （1998年2月） 日本テレビ放送網 出版

## ウリナリ!!以外の出演
- Music Park（1997年12月）
- 速報!歌の大辞テン
- FUN
- TVおじゃマンボウ
- ルックルックこんにちは
- 日テレポシュレ（ブラビ像を通信販売）
- 午後は○○おもいッきりテレビ
- HEY!HEY!HEY! MUSIC AWARDS II（フジテレビ系列）
- 天才てれびくん（NHK教育テレビ/現:Eテレ）
- ナイトシャッフル（福岡放送）
- 日テレ系音楽の祭典 ベストアーティスト2022

## NHK紅白歌合戦出場歴
| 年度   | 放送回 | 回 | 曲目                          | 出演順   | 対戦相手         | 備考 | 歌手別視聴率 |
| ------ | ------ | -- | ----------------------------- | -------- | ---------------- | --- | ------------ |
| 1998年 | 第49回 | 初 | POWER & Timing 大晦日MIX      | 11/25    | L'Arc〜en〜Ciel  | 後半トップバッター ポケットビスケッツ&ブラックビスケッツ スペシャルバンドとして合同で紅組から出場                 | 58.5%        |
| 2023年 | 第74回 | 2  | YELLOW YELLOW HAPPY 〜 Timing | 特別企画 | （対戦相手なし） | 後半～テレビ放送70年 特別企画「テレビが届けた名曲たち」～に ポケットビスケッツ&ブラックビスケッツとして合同で出場 | 34.3%（2位） |

注意点
- 出演順は「出演順/出場者数」で表す。